# Chelifera curvata
Chelifera curvata är en tvåvingeart som beskrevs av Wagner, Leese och Arne Panesar 2004. Chelifera curvata ingår i släktet Chelifera och familjen dansflugor. Inga underarter finns listade i Catalogue of Life.